# Pfarrkirche St. Lorenzen im Gitschtal

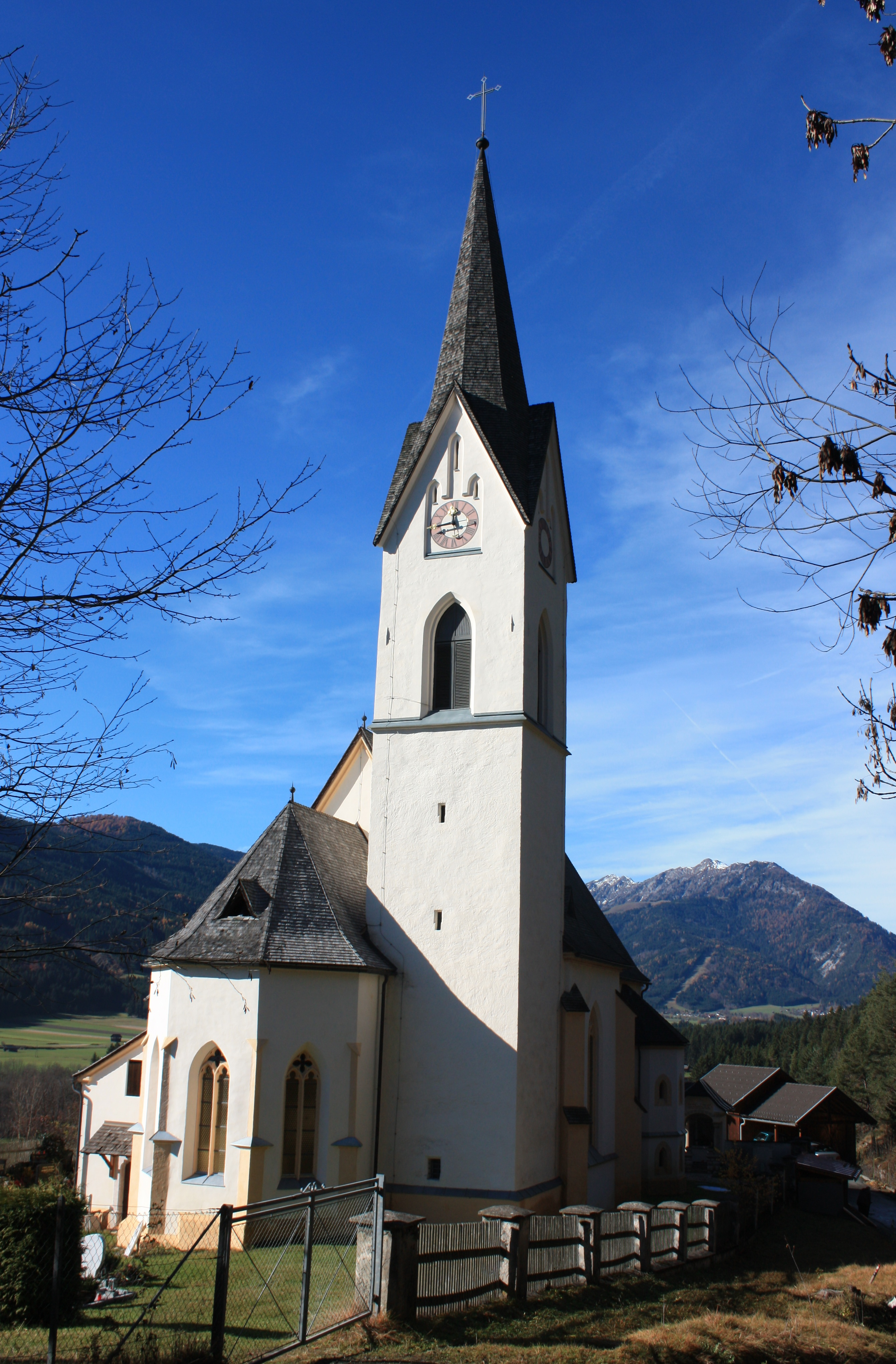
Pfarrkirche Sankt Lorenzen im Gitschtal

Die Pfarrkirche Sankt Lorenzen im Gitschtal liegt erhöht auf einem Kalkfelsen im Norden des Ortes.

## Geschichte
1756 wurde in Sankt Lorenzen eine Missionsstation gegründet. 1770 wurde ein Missionshaus erbaut, das bis 1959 als Pfarrhof neben der Kirche stand.
In den Jahren 1866 bis 1869 wurde die Kirche nach Plänen von Johann Waldner großteils neu erbaut.

## Bauwerk
Die Kirche besteht aus einem gotischen Chor aus dem 15. bis 16. Jahrhundert und einem in den Jahren 1866 bis 1869 gebauten Querhaus sowie dem dreijochigen Langhaus im neugotischen Stil. Der zweijochige Chor mit 3/8-Schluss hat zweiteilige Spitzbogenfenster mit erneuertem Maßwerk und dreikantige, einfach abgestrebte Strebepfeiler. An der Südseite der Kirche wird ein Christopherus-Bild aus dem Jahre 1665 durch die Sakristei verdeckt. Der massige Turm mit Mauerschlitzen besitzt spitzbogige Schallfenster und ist mit einem achtseitigen Spitzgiebelhelm bekrönt.
Über dem Chor erstreckt sich ein Netzrippengewölbe. Auf der Nordseite ist ein Sakramentshäuschen mit gotischem Rautengitter eingelassen. Der eingezogene, spitzbogige Triumphbogen schließt den Chor ab.
Der neugotische Hochaltar zeigt im Mittelbild den heiligen Laurentius und in den Seitenbildern die Apostel Petrus und Paulus. Am linken Seitenaltar ist die Schmerzhafte Muttergottes und am rechten ein Kreuzigungsbild zu sehen. Die polychromen Reliefs der Kanzel stellen die vier Evangelisten und Jesus dar.
Die Altarbilder, die Kreuzwegbilder und die Reliefdarstellungen auf der Kanzel wurden von Adam Brandstätter aus Kötschach im Nazarenerstil geschaffen von 1868 bis 1879.  Die Orgel aus dem Jahre 1856 stammt von Josef Grafenauer aus Egg, die mit 1755 bezeichnete Glocke von Josef Grassmayr.